# Les Vigneaux
Les Vigneaux är en kommun i departementet Hautes-Alpes i regionen Provence-Alpes-Côte d'Azur i sydöstra Frankrike. Kommunen ligger  i kantonen L'Argentière-la-Bessée som ligger i arrondissementet Briançon. År 2022 hade Les Vigneaux 515 invånare.

## Befolkningsutveckling
Antalet invånare i kommunen Les Vigneaux
Referens:INSEE